# 伊瓦尔·斯米尔加
伊瓦尔·特尼索维奇·斯米尔加（羅馬化：Ivar Tenisovich Smilga；1892－1938）是拉脱维亚裔苏联政治家、经济学家、苏联党和国家领导人。

## 家庭情况
伊瓦尔生于俄罗斯帝国利沃尼亚省（现代拉脱维亚）的阿洛亚。据他本人说法，他的父母是“拥有土地的农民”且“才华横溢”。
他的父亲是一名林业员，在1905年革命中当选为本地的革命行政委员会主席，并在次年沙皇的镇压行动中被杀。这一事件对斯米尔加影响深远。
随着当代社会向左转变，我的父亲也转向了左派，并且在革命事件中扮演了极其重要的角色。在废除乡政府（волостных управлении）期间，他被选为我们地区（во́лость）革命分配委员会的主席。1906年，他在沙皇政府的镇压中被杀。1907年1月，当我还是中学生时，我加入了社会民主工党。在我的学生时代（1909年和1910年），我的马克思主义世界观得到了最终形成。——伊瓦尔·斯米尔加

## 革命生涯

### 投身革命
1907年1月，斯米尔加以14岁中学生的身份加入了俄国社会民主工党，并因参与劳动节游行被捕。
1910年，因参加莫斯科学生悼念托尔斯泰逝世以及呼吁废除死刑的示威游行活动而再次被捕，但在关押一个月后被释放。
1911年7月，他作为俄国社会民主工党列福尔托沃区地下组织的成员再次被捕，被羁押3个月后判处流放沃洛格达3年。
1914年第一次世界大战爆发后，他返回彼得格勒，加入了布尔什维克党委员会。
1915年5月，再次被捕，被判处驱逐到叶尼塞斯克3年。

### 1917年革命
1917年二月革命后，他因大赦获释。同年3月，斯米尔加返回彼得格勒，并成为布尔什维克在喀琅施塔得海军基地组织的领导人物。5月，他作为喀琅施塔得代表参加俄国社会民主工党第七次代表大会，会上，年仅24岁的他被推举为九人中央委员会成员。1917年中，他是弗拉基米尔·列宁最坚定的盟友，呼吁布尔什维克领导第二次革命。6月，由于大多数人同意取消原定于10日的反政府示威，列宁和斯米尔加向中央提交了辞呈，但均被拒绝。斯米尔加希望将示威升级为革命，夺取政权，将最高权力转移到当时正在进行的第一次苏维埃代表大会 ，他说：“当必要时，应……夺取车站，兵工厂，银行，邮局与电报局。”而由孟什维克和社会革命党主导的苏维埃代表大会，坚持要求取消示威活动。
在1917年8月布尔什维克党第六次代表大会上，斯米尔加宣布苏维埃不反对政府已经“自杀”，党应该准备单独夺取政权。他宣称：“如果命运再给我们一次机会，没有人有权剥夺我们的这一主动权”“在革命中，一个人需要大胆、大胆、更大胆！”

## 政治生涯

### 逮捕与处决
1935年1月1日至2日晚，谢尔盖·基洛夫遭枪杀后，斯米尔加被捕，并被判处五年监禁，在上纽拉尔斯克的监狱中隔离数月。1936年8月，在第一次莫斯科审判中，格里戈里·季诺维也夫指名道姓地供出，斯米尔加与“托派-季诺维也夫恐怖主义中心”有关。后来在托洛茨基的信件中发现，季诺维也夫和托洛茨基主义者确实结成了一个秘密联盟，但没有证据表明他们有恐怖活动。与诉讼期间提到的几乎所有其他杰出的老布尔什维克不同，斯米尔加从未受到公开审判，这表明内务人民委员会无法击溃他的精神并使他认罪。他于1938年2月被枪决。